# Karl von Knoblauch
Karl von Knoblauch, auch von Knoblauch zu Hatzbach oder auf Hatzbach, seltener Carl (* 3. November 1756 in Dillenburg; † 6. September 1794 in Bernburg (Saale)) war ein deutscher Jurist und Bergrat in Diensten der Fürsten von Oranien-Nassau in Dillenburg und als philosophischer Autor ein Vertreter der materialistischen und religionskritischen Spätaufklärung.

## Familie
Karl von Knoblauch entstammt der Adelsfamilie der Knoblauch zu Hatzbach, die zur Altenhessischen Ritterschaft gehört. Seine Eltern waren der in Hatzbach geborene George Philipp Reinhard von Knoblauch zu Hatzbach (1700–1759), nassau-oranischer Offizier und zuletzt Oberjägermeister in Dillenburg, und Auguste (1711–1792), eine geborene von Röder aus Harzgerode; er war ihr einziger Sohn. Karl heiratete am 23. September 1792 in Ballenstedt Wilhelmine geborene von Bodé (* 23. September 1766 in Worms; † 12. Februar 1826 in Marburg), die Tochter eines fürstlich nassau-saarbrückischen Regierungsrats; das Ehepaar hatte einen Sohn Carl August Wilhelm Achaz von Knoblauch zu Hatzbach (* 18. September 1793 in Dillenburg; † 11. März 1855 in Marburg).

## Berufliche Laufbahn
Karl von Knoblauch begann seine Studien 1773 an der Hohen Schule in Herborn mit den Fächern Mathematik und Philosophie. 1775 wechselte er an die Universität Gießen, um das Studium der Jurisprudenz aufzunehmen, das er im folgenden Jahr bis 1778 an der Universität Göttingen fortsetzte und abschloss. Daraufhin wurde er – der Ausbildung in Göttingen entsprechend, wo der herausragende Staatsrechtler seiner Zeit Johann Stephan Pütter lehrte – beim oranien-nassauischen Kabinett für die deutschen Stammlande in Dillenburg im Jahr 1778 zunächst Kanzleiauditor, dann 1782 Kanzleiassessor und schließlich 1786 Justizrat; 1792 wurde er zugleich Bergrat. 
Seine eigentliche Bestimmung sah Karl von Knoblauch aber wohl weniger in seiner juristisch-administrativen Amtsfunktion als in philosophisch-literarischer Tätigkeit im Sinne der Aufklärung, durch die er bis zum heutigen Tage eine gewisse Bedeutung im philosophischen Diskurs besitzt. Obwohl von Haus aus Jurist, stand er vor allem mit einer Reihe mathematisch und naturwissenschaftlich argumentierender Denker in einem wissenschaftlichen Korrespondenzverhältnis, darunter der Jurist und Ingenieur Jakob Mauvillon (1743–1794) in Braunschweig und der Physiker und Mathematiker Georg Christoph Lichtenberg (1742–1799) in Göttingen, auch der Geodät Georg Friedrich Werner (1754–1798) in Gießen. Der radikal-aufklärerische Inhalt von zwei bei der Post in Kassel abgefangenen Briefen in der so genannten „Brieföffnungsaffäre“ führte 1791 zur Forderung des absolutistischen und gegenaufklärerischen Landgrafen Wilhelm IX. von Hessen-Kassel an die Dienstherren von Knoblauchs in Dillenburg und Mavillions in Braunschweig nach deren Entlassung, woraufhin diese aber stattdessen Vertrauensbezeugungen ihrer Fürsten erhielten.

## Philosophische Ansätze und Rezeption
In einem Brief an Mauvillon vom 22. Oktober 1781 lokalisiert Karl von Knoblauch sein philosophisches „Erweckungserlebnis“ in Göttingen, ohne dass deutlich wird, mit welchen Einzelpersonen sein persönlicher Entwicklungsschritt verbunden war; die Logenzugehörigkeit zahlreicher seiner späteren Korrespondenzpartner (incl. Mauvillon) lässt jedoch einen Zusammenhang mit der Freimaurerei als naheliegend erscheinen:

„Hier entwickelten sich meine Begriffe. Hier ward ich Skeptiker, hier trat ich in interessante Verbindungen ein, deren endliches unwillkürliches Zerreissen bey meinem Abschiede von Göttingen (1778) das schmerzhafteste Ereignis meines Lebens war […]. Mauvillons Briefe (s. Schriften), S. 199“

Seine ersten Publikationen erschienen anonym oder pseudonym in der von Christoph Martin Wieland herausgegebenen Zeitschrift Der Teutsche Merkur (Jahrg. 1787–88) oder mit fingierten Druckorten, befassten sich mit Wunder und Wunderglaube und fanden die kritische Aufnahme Wielands und Jacob Hermann Obereits. Hier zeigt sich Knoblauch in einer antithaumaturgischen Position, die sein Werk durchgehend kennzeichnet. Er erscheint als strenger Mathematiker und Anhänger der Überzeugungen des Rationalisten und Begründers der modernen Bibelkritik Baruch de Spinoza, wiewohl er in Ueber Faunen und Satyrn und anderen Stücken durchaus auch künstlerisch-literarische Ansprüche zum Zuge kommen lässt. Einen Zusammenhang der rationalistischen Ansätze Knoblauchs mit der materialistischen Philosophie von Georg Friedrich Werner in Gießen, wie sie insbesondere in Werners Aetiologie – einer auf einer Bewusstseinstheorie basierende monistische Naturlehre – sichtbar wird, stellt Martin Mulsow fest (s. Literatur).
In seinen ebenfalls im Teutschen Merkur (Jahrg. 1788–90) zuerst publizierten Politisch-philosophischen Gesprächen – seinem „staatwissenschaftlichen“ Hauptwerk – führt er juristische Ansätze und seine philosophischen Gedankengänge zusammen mit Konzepten des Merkantilismus und der damals aufkommenden Forstwissenschaft: sein Beitrag zum Physiokratismus seiner Zeit. Als Beiträger im Teutschen Merkur (seit 1791: Neuer Teutscher Merkur), in der von Wilhelm Ludwig Wekhrlin  herausgegebenen Zeitschrift Das Graue Ungeheuer, Johann August Eberhards Philosophischem Magazin, der Minerva des Johann Wilhelm Daniel von Archenholz und dem Journal Genius der Zeit des August Hennings erweist er sich als Kenner der philosophischen Prinzipien Gottfried Wilhelm Leibniz’, Immanuel Kants und Christian Wolffs, die er auf einen neuen Stand zu bringen trachtete. Er übersetzte zudem auszugsweise Werke der Aufklärer Paul Henri Thiry d’Holbach, Denis Diderot und Claude Adrien Helvétius aus dem Französischen.
Karl von Knoblauch erfuhr in erster Linie durch seine journalistischen Veröffentlichungen eine gewisse Beachtung zu seinen Lebzeiten. Eine verstärkte Wahrnehmung als Denker im philosophiehistorischen Diskurs setzte nach seinem Ableben erst wieder in den 1990er Jahren ein, sieht man von der Veröffentlichung einiger seiner Schriften durch Edgar Bauer (unter dem Pseudonym Martin von Geismar) im Vormärz sowie von Beiträgen Otto Fischers (s. Literatur) in den 1950er Jahren in Ostdeutschland ab, wo er als Vorläufer der als „materialistisch“ und „atheistisch“ begriffenen Staatsideologie dargestellt wird. Die fehlende Rezeption seit dem 19. Jahrhundert mag den gegenaufklärerischen Tendenzen der Zeit und der Anonymität zahlreicher seiner Schriften geschuldet sein, nicht zuletzt aber auch seinem frühen Tod: Er starb – erst 37 Jahre alt – in Bernburg auf einer Erholungsreise.

## Schriften (unvollständig)

### Einzelschriften
- Antihyperphysik zur Erbauung der Vernünftigen, o. O. 1789 (auch in Bibliothek der deutschen Aufklärer, s. u.).
- Dialoge über einige Gegenstände der politischen Oekonomie und Philosophie, o. O. 1789. (Digitalisat)
- Antithaumaturgie, oder die Bezweiflung der Wunder, Loretto [d. i. Berlin] 1790.
- Die Nachtwachen des Einsiedlers zu Athos, 3 Teile, Germanien [d. i. Nürnberg] 1790 (auch in Bibliothek der deutschen Aufklärer, s. u.).
- Das Uebernatürliche geprüft von einem Freiwilligen, Germanien [d. i. Weißenfels] 1790 (auch in Bibliothek der deutschen Aufklärer, s. u.).
- Ueber Faunen, Satyrn, Panen und Silenen. Einige Gespräche, 2 Teile, Berlin 1790 u. 1791. (Digitalisat des 1. Teils) (Digitalisat des 2. Teils).
- Politisch-philosophische Gespräche, 1. Band [alles], Berlin 1791 (Beiträge zuvor im Neuen Teuschen Merkur publiziert). (Digitalisat)
- Euclides antithaumaturgicus, oder demonstratiber Beweis von der Unmöglicht hyperphysischer Begebenheiten, Germanien [d. i.  Weißenfels] 1791.
- Grundsätze der Vernunft und Erfahrung in ihrer Anwendung auf das Wunderbare, o. O. 1791. (Digitalisat)
- Taschenbuch für Aufklärer und Nichtaufklärer auf das Jahr 1791, Berlin 1791. (Digitalisat)
- Noten über eine sehr merkwürdige Note des Teutschen Götterboten. Ein Gespräch, aber kein Göttergespräch. [Gießen] 1791.
- Ueber Sylphen, Gnomen, Salamander und Ondinen, 2 Teile, Weißenfels und Leipzig 1793. (Digitalisat)
- Über Pan und sein Verhältniß zum Sylvanus. Eine antiquarisch-philosophische Abhandlung. Biel [d. i. Gießen] 1794. (Digitalisat)
- Kleine Schriften, Herborn in der Hohenschulbuchhandlung 1798.
- Auszüge aus Knoblauchs Schriften in  Martin von Geismar (Hrsg.): Bibliothek der deutschen Aufklärer des achtzehnten Jahrhunderts, 5. Heft, Leipzig 1847, S. 253–300. (Digitalisat)

### Zeitschriftenbeiträge
im Neuen Teutschen Merkur:
- Etwas über das Recht eines Staats, Briefe, die an ihn nicht geschrieben sind, zu erbrechen und zu unterschlagen. In: NTM 1791, Stück 9, S. 139–142.
- Eine Anekdote, die bekannt zu werden verdient, ebenda, Stück 12, S. 554–446.
- Ankunft der Karthager auf den Inseln der Gorillen. Ein Fragment aus einem künftigen Kommentar Hanno‘s Periplus. In: NTM 1792, Stück 1, S. 48–67.

in der Minerva:
- Reise in die Rheinländer im Frühling des Jahres 1793. ‘‘M.‘‘ 1793, Stück 7,  S. 17–31.
- Beytrag zur Gelehrtengeschichte, ebenda, S. 366–371.

weiterhin:
- Monolog einer Milbe im siebenten Stockwerk eines Edamerkäses. In: Das graue Ungeheur 10 (1787), S. 88–91.[4]

- Erklärung über den Aufsatz im 1sten Stück der Wiener Zeitschrift, betitelt: Ueber das Recht und Nichtrecht, Briefe zu erbrechen und zu unterschlagen. In: ‘‘Schleswigsches Journal‘‘ (1792), Stück 5, S. 110–114.
- Giebt es wirklich Rechte der Menschheit, und sind die Menschen in Ansehung derselben völlig gleich? In: Philosophisches Magazin 4 (1793), Stück 4, S. 424–446

### Briefe
- Mauvillons Briefwechsel oder Briefe von verschiedenen Gelehrten an den in Herzoglich Braunschweigschen Diensten verstorbenen Obristlieutenant Mauvillon. Hrsg. von seinem Sohn Friedrich Wilhelm von Mauvillon, Braunschweig 1801, S. 190–230.